# Marie-Pierre Baby
Pour les articles homonymes, voir Baby.
Marie-Pierre Baby, née le 9 décembre 1967, est une biathlète française.

## Biographie
Elle prend part à ses premiers championnats du monde en 1986.
En janvier 1988, elle  obtient le premier podium de l'histoire du biathlon féminin français en Coupe du monde avec une troisième place au sprint d'Anterselva derrière Elin Kristiansen et Nadejda Alexieva ; il s'agit de son seul et unique podium dans sa carrière à une période dominée par les biathlètes norvégiennes, allemandes et bulgares.
Elle prend sa retraite sportive deux années plus tard à 23 ans en raison d'une blessure consécutive à une lourde chute à l'entraînement en Autriche lui occasionnant une double fracture cervicale.

## Palmarès

### Championnats du monde
| Épreuve            | 1986 à Falun | 1987 à Lahti | 1988 à Chamonix | 1989 à Feistritz |
| ------------------ | ------------ | ------------ | --------------- | ---------------- |
| Individuel         | 26e          | 33e          | 29e             | 15e              |
| Sprint             | 30e          | 32e          | 24e             | 26e              |
| Relais             | -            | -            | 8e              | 8e               |
| Course par équipes | -            | -            | -               | 8e               |

### Coupe du monde
- Meilleur classement général : 13e en 1988.
- 1 podium individuel : 1 troisième place.